# Crystal Mountain (King George Island)
Der Crystal Mountain (polnisch Kryształowa Góra ‚Kristallberg‘) ist ein 619 m hoher Berg auf King George Island im Archipel der Südlichen Shetlandinseln. Er ragt südlich des Bolinder Bluff auf.
Polnische Wissenschaftler benannten ihn 1984.